# Spindelhinden
Spindelhinden (Arachnoidea mater) er den midterste af tre hjernehinder (meninges), der beskytter hjernen og rygmarven. Den er navngivet således, fordi den ligner et spindelvæv. Spindelhinden befinder sig i mellem subduralrummet og subaraknoidalrummet.

## Funktion
Cerebrospinalvæske (CSF) cirkulerer i subaraknoidalrummet (mellem spindelhinden og pia mater). CSF produceres af choroid plexus (inde i hjernens ventrikler, som er i direkte kommunikation med subaraknoidalrummet, så CSF kan flyde frit gennem nervesystemet). Cerebrospinalvæske er en transparent, farveløs væske, og kroppen producerer ca. 500 ml/dag. Dens elektrolytniveauer, glukoseniveauer og pH er meget ens med dem i plasma, men tilstedeværelsen af blod i cerebrospinalvæske er altid unormalt